# Süan-chua (Che-pej)
Süan-chua (čínsky pchin-jinem Xuānhuā, znaky 宣化) je městský obvod v městské prefektuře Čang-ťia-kchou, provincie Che-pej, Čínské lidové republiky. Leží 180 km severozápadně od Pekingu, má 274 tisíc obyvatel.
Süan-chua je velmi staré město s bohatou vojenskou a zemědělskou historií. V 21. století má též průmyslovou oblast a s podporou provinční vlády buduje průmyslovou zónu zaměřenou na vysoce rozvinuté technologie. Význam má i místní nerostné bohatství, zejména zásoby bentonitu. Po staletí je město známé pěstováním vinné révy, jak na víno, tak na rozinky.
V Süan-chua se zachovala hrobka z éry dynastie Liao s barevnou hvězdnou mapou s 268 hvězdami včetně Slunce, Měsíce a pěti planet (Merkuru, Venuše, Marsu, Jupiteru a Saturnu).
Historicky bylo město strategicky důležitou „branou do Pekingu“, sídlila zde proto velká vojenská posádka a v mingské době, kde město neslo název Süan-fu, jedno z devíti pohraničních velitelství. Sídlil zde i velitel vojenské oblasti Süan-te – Šan-si, kterému byly podřízeny velitelství Süan-te, Ta-tchung a Šan-si. Zachována je část mingského opevnění.